# Manou Gallo
Manou N'Guessan Gallo, conocida como Manou Gallo (Divo, 31 de agosto de 1972) es una cantante, bajista, percusionista y productora de Costa de Marfil.

## Biografía
Nació y creció en Divo, una pequeña ciudad en la región centro-occidental de Costa de Marfil cuna de las raíces del pueblo Djiboi. Su madre era cantante. Manou fue criada por su abuela, prima cercana de la gran cantante Miriam Makeba. Con un espíritu autónomo desde el principio, ayudaba a cultivar los campos o sacar agua del pozo. Al principio no iba a la escuela. Esperaba a sus amigas tocando ritmos, marcando el tiempo con su voz. A los 8 años quiso empezar a tocar el tambor, un instrumento tradicionalmente reservado a los hombres.
En 1984, cuando tenía 12 años, participó en su primer espectáculo en un concurso llamado Vacances-Culture. También es la primera vez que abandona su ciudad natal.  El espectáculo que se realizó con otros niños del pequeño pueblo estaba inspirado en su historia: cuenta la vida de una pequeña bruja que recibe el poder de tocar el tambor. La obra resultó un éxito.
En 1985 fue invitada a incorporarse al grupo Woya que tocaba música de Costa de Marfil y que estaba dirigida por el hijo del alcalde de Divo. Con esta banda descubrió los instrumentos modernos: la batería, el bajo y la guitarra junto al que Manou considera su padre espiritual: Marcelin Yacé, músico y director del grupo. Woya se hizo famoso en toda África Occidental . De 1985 a 1989, el realizó numerosas giras por Burkina Faso, Mali, Togo, Benín ) y grabó cuatro álbumes.
Y durante este tiempo, Manou almacena las experiencias. Cuando el grupo Woya se disuelve, la joven sigue a Marcellin Yacé a Abiyán, le ofrece su primer bajo y la introduce en la grabación de sonido en su estudio durante tres años. De 1993 a 1996, Marcelin la envió a perfeccionar sus conocimientos artísticos a la aldea panafricana de Ki-Yi-Mbock, donde se unió a la compañía de teatro, aprendió danza y participó en la grabación de un nuevo disco producido por Ray Lema . En 1992, durante el Festival MASA en Abiyán, un mercado internacional que tiene como objetivo presentar creaciones artísticas de toda África, Manou conoce a Michel De Bock, tour manager y diseñador de iluminación del grupo Zap Mama . Se ven varias veces en la aldea de Ki-Yi y surge la conexión. 
Cuando Michel De Bock se entera de que Marie Daulne, líder de Zap Mama, busca bajista para su grupo, piensa en la joven marfileña y le propone viajar a Bélgica . Manou Gallo llega el 3 de enero de 1997. Apenas tenía 25 años. Marie y los demás miembros del grupo le dan la bienvenida a Zap Mama.
Durante seis años, Manou Gallo participa en todas las giras, viajando por el mundo para tocar música Zap. En 1999, se unió a Tambours de Brazza para algunos conciertos, donde fue la única chica. " Aquí en Europa, aprendí la apertura, la mezcla de culturas y música ”. Basada en Bruselas, le encanta la diversidad de esta ciudad mixta. Pero, en el fondo de ella, Manou siempre tiene un poco de música en la cabeza, viniendo en vivo de Divo . " Cuando vuelvo a casa, encuentro los colores de los sonidos y ritmos que me sacudieron a lo largo de mi infancia ”. Esto es sin duda lo que la impulsó a escribir sus propios textos, mezclando el francés, el inglés y la lengua Dida para decir las cosas como vienen, rebelarse o tener presente la llama de Marcelin Yacé, la que la trajo aquí. Estos textos, los interpreta sobre una música que siempre ha vivido en ella, pero a la que suma las influencias recogidas en el camino.

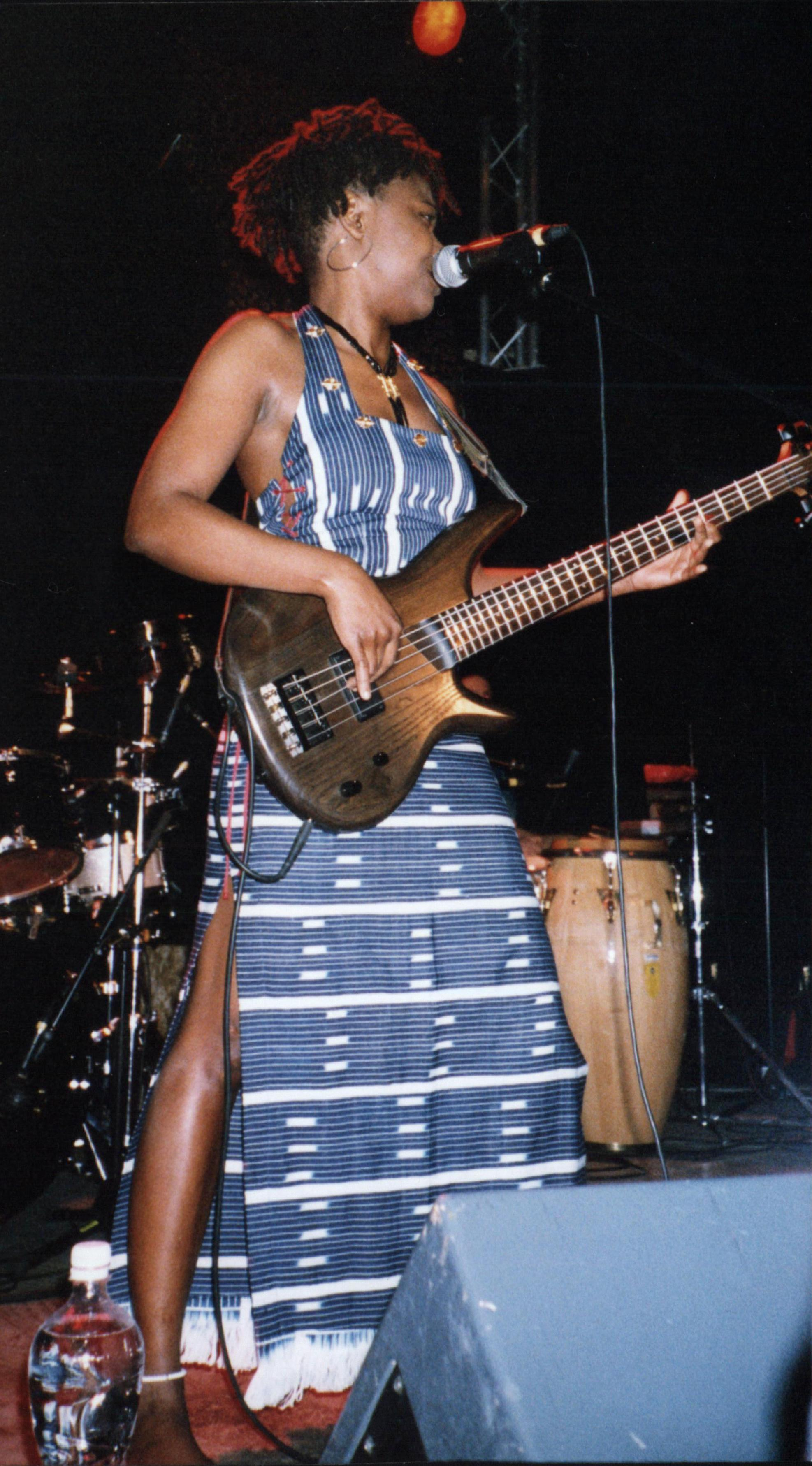
Manou Gallo en 2004

Para dar forma a su música Manou da un nuevo paso en 2001 creado su propio grupo con amigos amigos. A finales de 2002 coprodujo su primer CD, Dida, grabado en Dada Studio de Bruselas. En los años 2003 y 2004 se proyectó en la escena internacional participando en el Womex de Sevilla, el MIDEM de Cannes, el "Voices of The Wolrd" y el Mercat dela Música de Vic. 
En 2005 realizó su primera gira por Estados Unidos y más tarde visita México y participa en el Arts Life Festival en Johannesburgo.
Y hoy, en compañía de su grupo Le Djiboi, Manou tiene la intención de difundir la música de Divo en las ondas. Su primer disco, Dida, fue lanzado en el sello IglooMondo en 2005, seguido de Manou Gallo en 2007 .
En 2008 crea una nueva banda semiacústica: la banda de mujeres. Se va de gira por Europa y empieza a preparar las maquetas de su nuevo CD Lowlin, que graba entre Abiyán, Bruselas, Copenhague y Budapest. 
En 2009 fue designada como "Mejor Artista en Escena" de Costa de Marfil (Mama Awards, 2009).
En 2010 decide hacer un paréntesis que durará 8 años.
Manou interpreta sus composiciones en idioma dida, inglés y francés . 
Fue nominada en la categoría Mejor Artista Africano de la Diáspora en el TAMANI / Trophées de la Musique du Mali.
En los últimos años Manou ha realizado colaboraciones con Wyclef Jean (Haiti/USA), Manu Dibango (Camerún), Lucas Van Merwijk (percusión, Holanda), Ivan Mazuze (saxofón, Mozambique), Bernard Maseli (vibráfono, Polonia) o Queendom (vocalista, Noruega).
En 2021 realiza una colaboración con el diseñador de moda Imane Ayissi para presentar en un vídeo la colección Verano 2021 "Tseundé".

## Discografía
- Dida, álbum producido en 2003

1. Iniyi
2. Maisha
3. Galere
4. Tshitshe
5. Amagnany
6. Gou
7. Poupouyanssia
8. Tout Brule
9. Nayouwy
10. Dida
11. I.o.a.

- Manou Gallo, álbum producido en 2006

1. Abj-Bxl
2. Chanter L'Amour
3. Denisihe
4. Frères
5. Terre
6. Stars
7. Woyaklolo
8. Apohayo
9. Wiyo
10. Adoo
11. Hommage
12. Pôlyne

- Lowlin, álbum producido en 2010[9]

1. Nanan Intro
2. Nanan
3. Gla
4. Nalingiyo
5. Desert
6. Lowlin
7. Blouz
8. Kapia
9. If You Need Some Time
10. Pipol
11. Espoir
12. Nzambe
13. Woya
14. Kartier
15. Evadé

- Afro Groove Queen, álbum producido en 2018[10]